# Габьяно
Габьяно (итал. Gabiano) — коммуна в Италии, располагается в регионе Пьемонт, в провинции Алессандрия.
Население составляет 1249 человек (2008 г.), плотность населения составляет 70 чел./км². Занимает площадь 18 км². Почтовый индекс — 15020. Телефонный код — 0142.
Покровителем коммуны почитается святой апостол Пётр, празднование 29 июня, и святой Дефендент.

## Демография
Динамика населения:

## Администрация коммуны
- Официальный сайт: